# Landgericht Vilseck
Das Landgericht Vilseck war ein von 1838 bis 1879 bestehendes bayerisches Landgericht älterer Ordnung mit Sitz in Vilseck in der Oberpfalz. Die Landgerichte waren im Königreich Bayern Gerichts- und Verwaltungsbehörden, die 1862 in administrativer Hinsicht von den Bezirksämtern und 1879 in juristischer Hinsicht von den Amtsgerichten abgelöst wurden.

## Geschichte
Das Landgericht Vilseck wurde 1838 gegründet, indem neben der Stadt Vilseck die Steuergemeinden Adlholz, Ehenfeld, Gebenbach, Gressenwöhr, Großschönbrunn, Hahnbach, Iber, Irlbach, Langenbruck, Massenricht, Schalkenthan, Schlicht, Seugast, Sigl, Süß aus dem Landgericht Amberg herausgelöst und dem Landgericht Vilseck zugeordnet wurden. Zudem wurden dem neuen Landgericht drei Gemeinden aus dem Landgericht Sulzbach zugeschlagen (Kürmreuth, Sigras und Weißenberg) und zwei Gemeinden aus dem Landgericht Neustadt an der Waldnaab (Freihung und Thansüß) zugeschlagen. 1862 wurden die Landgerichte Amberg und Vilseck im Bezirksamt Amberg zusammengeschlossen.